# Thomas M. Seebohm
Thomas Mulvany Seebohm (Gleiwitz, 7 luglio 1934 – Bonn, 25 agosto 2014) è stato un filosofo tedesco.

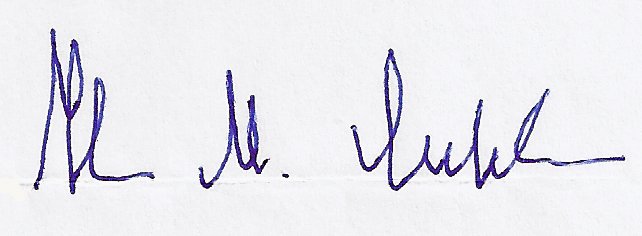
Firma di Thomas M. Seebohm nel 1994

Insegnò all'Università di Magonza e alla Pennsylvania State University. Era figlio del ministro Hans-Christoph Seebohm.

## Biografia
Dopo essersi diplomato alla Hermann-Lietz-Schule / Spiekeroog nel 1952 nella divisione di lingue (superando poi un esame supplementare di greco classico nel 1956), completò un apprendistato come falegname presso la Camera dell'Artigianato di Bonn, superando l'esame per maestro d'ascia nel marzo 1954. In seguito, studiò filosofia, sociologia e lingue e letteratura slava presso le Università di Amburgo, Bonn, Saarbrücken e Magonza. Nel 1960 conseguì a Magonza il dottorato summa cum laude in filosofia, letteratura slava e sociologia, difendendo la dissertazione intitolata Die Bedingungen der Möglichkeit der Transzendentalphilosophie ("Le condizioni di possibilità della filosofia trascendentale"), che fu pubblicata nel '62.
Dal 1960 al 1965, Seebohm collaborò a un progetto di ricerca nell'Europa orientale sulla "storia della filosofia e cultura medievale russa" e sul suo sviluppo, reso possibile da una borsa di studio della Fondazione tedesca per la ricerca. I risultati di questo lavoro furono pubblicati una decade dopo nella dissertazione Ratio und Charisma. Ansätze zur Ausbildung eines philosophischen und wissenschaftlichen Weltverständnisses im Moskauer Russland. Dopo aver lavorato come assistente ricercatore all'Università di Magonza dal 1965, Seebohm completò l'abilitazione all'insegnamento universitario nel 1969 e, nello steso anno, gli fu conferita la Venia legendi per la filosofia.
Dal 1970 al 1972 Seebohm insegnò come professore ospite alla Pennsylvania State University, negli Stati Uniti. Dopo una breve parentesi all'Università di Magonza e come professore ospite all'Università di Treviri nel 1973, dal 1973 al 1984 Seebohm fu ordinario alla Pennsylvania State University negli Stati Uniti e alla New School for Social Research di New York. Fu inoltre professore ospite presso l'Università di Guelph in Canada, l'Università di Heidelberg e l'Università della Lettonia a Riga. Rifiutò un trasferimento permanente alla New School for Social Research e una chiamata all'Università della California a La Jolla.
Nel 1984 accettò una chiamata dall'Università di Magonza per la cattedra di filosofia, succedendo come fenomenologo a Gerhard Funke. Durante i suoi mandati come professore di filosofia, offrì corsi di idealismo tedesco, fenomenologia, logica formale e formalizzata ed ermeneutica.
Lavorò come professore ordinario nel Dipartimento di Filosofia e come decano, nonché come presidente della Kant-Gesellschaft dal 1994 fino al suo pensionamento nel 1999 e come co-editore di Kant-Studien dal 1996 al 2010. Inoltre, fu presidente del Philosophische Seminar, membro del consiglio direttivo del Center for Advanced Research in Phenomenology, segretario del circolo interno della Allgemeine Gesellschaft für Philosophie in Germania e membro onorario della North American Kant Society.
La sua ricerca e il suo insegnamento si sono concentrati sui seguenti temi: storia della filosofia e filosofia della storia, filosofia delle scienze formali, metodologia e filosofia delle scienze umane, fenomenologia, sulla filosofia di Immanuel Kant e di Edmund Husserl, sull'epistemologia, sull'ermeneutica, sull'Idealismo tedesco, la storia dell'empirismo inglese del XIX secolo e del pragmatismo americano, sulla storia della filosofia dell'Europa orientale, sulla filosofia analitica, sulla logica e sulla filosofia del diritto.
Nonostante questa varietà di interessi, Seebohm era noto soprattutto come fenomenologo, che "si considerava soprattutto un fenomenologo creativo, che come filosofo che rifletteva criticamente guardava a tutte le questioni principali con cui si confrontava, da un punto di vista fenomenologico trascendentale".

## Pubblicazioni (selezione)
- Die Bedingungen der Möglichkeit der Transzendentalphilosophie. Bouvier,  Bonn 1961.
- Zur Kritik der hermeneutischen Vernunft. Bouvier, Bonn 1972.
- Ratio und Charisma: Ansätze zur Ausbildung eines philosophischen und wissenschaftlichen Weltverständnisses im Moskauer Russland. Bouvier, Bonn 1977.
- Philosophie der Logik: Handbuch Philosophie. Alber, Freiburg 1984.
- Elementare formalisierte Logik. Alber, Freiburg 1991.
- Hermeneutics, Method and Methodology. (= Contributions to Phenomenology Bd. 50). Kluwer, Dordrecht 2004. (vincitore del Premio Ballard del Center for Advanced Research in Phenomenology)
- History as a Science and the System of the Sciences. Phenomenological Investigations. (= Contributions to Phenomenology Bd. 77). Springer International Publishing, New York, London, Switzerland 2015.